# Gryllotalpa henana
Gryllotalpa henana är en insektsart som beskrevs av Cai och Y. Niu 1998. Gryllotalpa henana ingår i släktet Gryllotalpa och familjen mullvadssyrsor. Inga underarter finns listade i Catalogue of Life.